# إرفينغ قاولد
إرفينغ قاولد هو رائد أعمال كندي، ولد في 1920، وتوفي في 2004.